# Gesnes
Gesnes est une commune française, située dans le département de la Mayenne en région Pays de la Loire, peuplée de 238 habitants.
La commune fait partie de la province historique du Maine, et se situe dans le Bas-Maine.

## Géographie

### Géographie physique

#### Géologie
Daniel Œhlert indique pour la description de la géologie sur Gesnes au début du XXe siècle: Au Nord-Ouest se présente un massif granitique qu'accompagnent au sud des schistes précambriens ; cet ensemble est coupé par des filons de diabase (les Ventes, etc.), de microgranulite (Les Maunis), et de quartz (L'Aunay). Vers le sommet des schistes précambriens s'intercalent de petits bancs de poudingues à galets de quartz (Poudingue de Gourin) ; au-dessus viennent les schistes cambriens auxquels sont associés des calcaires magnésiens exploités près du bourg de Gesnes ; ceux-ci forment une bande tronquée par faille à ses deux extrémités. Au sud, une crête de grès armoricain forme les hauteurs de la Templerie et de Bel-Air (121) ; des schistes ordoviciens lui succèdent dans la dépression de La Poterie, et sont eux-mêmes surmontés par une bande de grès gothlandien qui suit le chemin allant de Gresse à Montsûrs. Les noms de La Poterie, la Tuilerie, indiquent des industries disparues aujourd'hui ; celle de la Tuilerie existait encore en 1850. .

#### Territoire
Il s'agit d'un territoire qui s'incline au Sud-Est vers le confluent de la petite rivière de Gesnes et de la Jouanne. Il est assez accidenté, bien arrosé, et de 130 m. à l'Ouest s'abaisse à 60 dans la vallée de la rivière. Le village est arrosé par le ruisseau de la Jarriais, affluent de la Jouanne qu'il rejoint sur la commune voisine de Montsûrs. La rivière sert de limite avec cette commune après le confluent, sur environ 200 mètres.
On mentionne en 1247 le chemin du roi, spécifié en 1317 comme étant celui qui conduit de Montsûrs au Bourgnouvel, et qui passe au fief des Landes près de Chevaignon.
La superficie, cadastrée en 1830 par M. Béquet est 1 120 hectares — Miroménil indique en 1696 que La moitié de cette paroisse est en landes et le reste en bonnes terres et en prés ; 16 métairies, produisant du seigle, du froment, de l'avoine et du sarrasin, XVIIIe siècle.

### Climat
Pour des articles plus généraux, voir Climat des Pays de la Loire et Climat de la Mayenne.
En 2010, le climat de la commune est de type climat océanique altéré, selon une étude du CNRS s'appuyant sur une série de données couvrant la période 1971-2000. En 2020, Météo-France publie une typologie des climats de la France métropolitaine dans laquelle la commune est exposée à un climat océanique et est dans la région climatique  Moyenne vallée de la Loire, caractérisée par une bonne insolation (1 850 h/an) et un été peu pluvieux. 
Pour la période 1971-2000, la température annuelle moyenne est de 11,1 °C, avec une amplitude thermique annuelle de 13,8 °C. Le cumul annuel moyen de précipitations est de 765 mm, avec 12,5 jours de précipitations en janvier et 6,8 jours en juillet. Pour la période 1991-2020, la température moyenne annuelle observée sur la station météorologique de Météo-France la plus proche, « Montourtier_sapc », sur la commune de Montsûrs à 3 km à vol d'oiseau, est de 11,5 °C et le cumul annuel moyen de précipitations est de 765,2 mm,. Pour l'avenir, les paramètres climatiques de la commune estimés pour 2050 selon différents scénarios d'émission de gaz à effet de serre sont consultables sur un site dédié publié par Météo-France en novembre 2022.

## Urbanisme

### Typologie
Au 1er janvier 2024, Gesnes est catégorisée commune rurale à habitat dispersé, selon la nouvelle grille communale de densité à sept niveaux définie par l'Insee en 2022.
Elle est située hors unité urbaine. Par ailleurs la commune fait partie de l'aire d'attraction de Laval, dont elle est une commune de la couronne,. Cette aire, qui regroupe 66 communes, est catégorisée dans les aires de 50 000 à moins de 200 000 habitants,.

### Occupation des sols
L'occupation des sols de la commune, telle qu'elle ressort de la base de données européenne d’occupation biophysique des sols Corine Land Cover (CLC), est marquée par l'importance des territoires agricoles (94,3 % en 2018), une proportion identique à celle de 1990 (94,3 %). La répartition détaillée en 2018 est la suivante : 
terres arables (50,6 %), prairies (42,6 %), forêts (5,7 %), zones agricoles hétérogènes (1 %). L'évolution de l’occupation des sols de la commune et de ses infrastructures peut être observée sur les différentes représentations cartographiques du territoire : la carte de Cassini (XVIIIe siècle), la carte d'état-major (1820-1866) et les cartes ou photos aériennes de l'IGN pour la période actuelle (1950 à aujourd'hui).

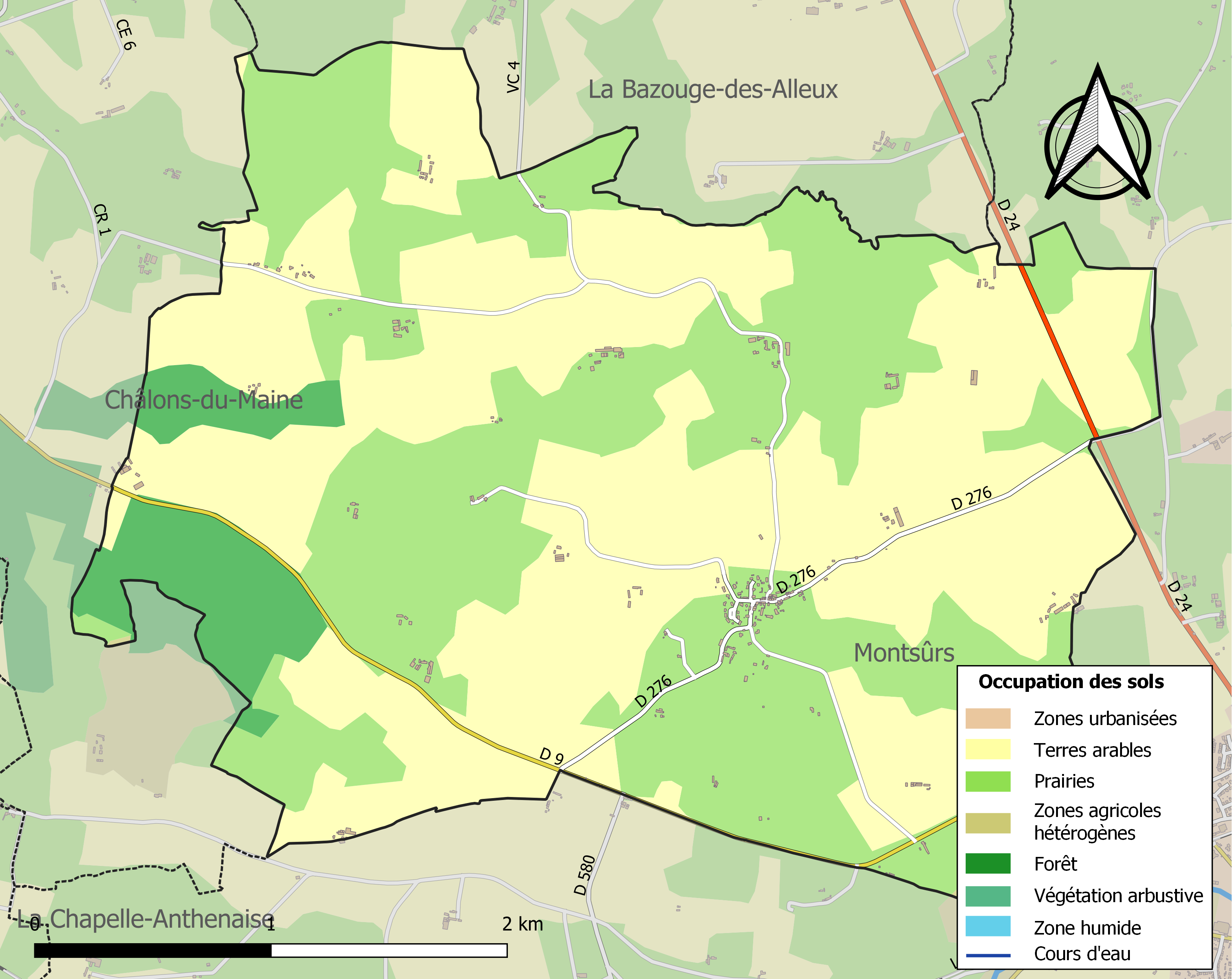
Carte des infrastructures et de l'occupation des sols de la commune en 2018 (CLC).

## Toponymie

### Attestations anciennes
Les attestations anciennes référencés par Alphonse-Victor Angot sont :
- Ecclesia Sancti Georgii de Gesna, 1125 (Cartulaire d'Évron).
- Parrochia de Genes, 1247 (Historiens de France, t. XXIV).
- Genes 1312 (Bibliothèque nationale de France, fr. 8.736).
- Gennes jouxte Monseur, 1370 (Archives nationales, P. 1.343, f. 41).
- Ecclesia de Genis,… prioratus de Genes, XVe siècle (Pouillé).
- La maison priorale de Gesnes, 1559 (Insinuations ecclésiastiques).
- L'église Saint-Mathurin de Gesnes, 1567 (Insinuations ecclésiastiques).
- Sanctus Georgius de Gesnes, 1610 (Registre paroissial).
- Genes (carte de Jaillot et carte cénomane).
- Gesnne (carte de Cassini).

## Histoire

### Féodalité
Plusieurs localités portent des noms anciens : les Alleux, Mauny, Gaubert, Sion, Chevaignon, la Selle, la Templerie.
Le plus ancien texte connu qui parle de Gesnes est la confirmation de l'église à l'abbaye d'Évron par l'évêque du Mans Hildebert de Lavardin, 1125. La seigneurie de paroisse appartenait à l'abbé d'Évron. En 1247, on se plaint de l'impôt du fêtage auquel sont taxées toutes les maisons par les officiers royaux. Le seigneur d'Anthenaise avait un fief dans la paroisse de Gesnes, 1275.
En 1370, l'amortissement des legs faits à la cure est modéré, considéré la stérilité des biens et fortune des ennemis.

### XVIIesiècle
Des épidémies dévastent la commune du 25 novembre 1615 au 18 mai 1616 ; du mois de janvier 1626 au 19 mai 1627, la campagne est atteinte et l'on enterre en terre profane ; le mal gagne le bourg au mois de décembre.

### XVIIIesiècle
Le cahier de doléances en 1789, rédigé par M. Marion, curé, s'inspire de la plus vive reconnaissance pour les vues de sagesse et les soins paternels du meilleur des rois », et demande la création dans chaque paroisse d'un bureau de charité pour obvier aux abus de la mendicité. 'Il n'est pas de paroissien, y lit-on, qui, voyant son frère souffrir et manquer de pain, refuse de contribuer de tout son pouvoir à le soulager. Trente-deux habitants sont dénoncés comme suspects en 1794.

## Politique et administration

### Circonscriptions électorales
À la suite du décret du 5 mars 2020, la commune est détachée du canton de Meslay-du-Maine et entièrement rattachée au canton de Bonchamp-lès-Laval.

## Démographie
L'évolution du nombre d'habitants est connue à travers les recensements de la population effectués dans la commune depuis 1793. Pour les communes de moins de 10 000 habitants, une enquête de recensement portant sur toute la population est réalisée tous les cinq ans, les populations de référence des années intermédiaires étant quant à elles estimées par interpolation ou extrapolation. Pour la commune, le premier recensement exhaustif entrant dans le cadre du nouveau dispositif a été réalisé en 2008.

En 2022, la commune comptait 238 habitants, en évolution de +3,93 % par rapport à 2016 (Mayenne : −0,73 %, France hors Mayotte : +2,11 %).
| 1793 | 1800 | 1806 | 1821 | 1831 | 1836 | 1841 | 1846 | 1851 |
| ---- | ---- | ---- | ---- | ---- | ---- | ---- | ---- | ---- |
| 588  | 301  | 374  | 381  | 395  | 418  | 402  | 407  | 415  |

| 1856 | 1861 | 1866 | 1872 | 1876 | 1881 | 1886 | 1891 | 1896 |
| ---- | ---- | ---- | ---- | ---- | ---- | ---- | ---- | ---- |
| 439  | 430  | 442  | 394  | 384  | 395  | 382  | 360  | 338  |

| 1901 | 1906 | 1911 | 1921 | 1926 | 1931 | 1936 | 1946 | 1954 |
| ---- | ---- | ---- | ---- | ---- | ---- | ---- | ---- | ---- |
| 343  | 349  | 340  | 283  | 291  | 288  | 274  | 264  | 250  |

| 1962 | 1968 | 1975 | 1982 | 1990 | 1999 | 2006 | 2008 | 2013 |
| ---- | ---- | ---- | ---- | ---- | ---- | ---- | ---- | ---- |
| 228  | 208  | 174  | 193  | 170  | 174  | 208  | 218  | 234  |

| 2018 | 2022 | - | - | - | - | - | - | - |
| ---- | ---- | - | - | - | - | - | - | - |
| 227  | 238  | - | - | - | - | - | - | - |

## Économie
Une tuilerie, produisait en 1840 : 250 000 briques, 100 000 pavés, et 50 000 tuiles. Il existait au début du XXe siècle un four à chaux hydraulique exploité par la société de Sarthe et Mayenne qui occupait environ 25 ouvriers.

## Lieux et monuments

### Manoir prieural
- Ancien prieuré Saint-Georges de Gesnes (près de l'église) : fondé au XIe siècle par l'abbaye Saint-Nicolas d'Angers, le prieuré dépendait de l'abbaye bénédictine d'Évron depuis 1125. La puissante famille de Bouillé dont plusieurs membres ont été prieurs, fit reconstruire le logis actuel, sans doute dans le second quart du XVIe siècle, comme l'atteste la présence d'armoiries.

À signaler de remarquables pilastres ornant les cheminées intérieures. De l'extérieur, on distingue aujourd'hui deux pavillons moins élevés et plus récents. Un escalier à vis dessert l'étage dans l'une des tours rectangulaires.
La liste des prieurs commendataires (abbés titulaires d'un bénéfice) mentionne parmi ses membres un personnage plus connu par ses écrits que par son état ecclésiastique : l'abbé Antoine François Prévost dit d'Exiles, historiographe des princes de Condé, auteur de l'œuvre célèbre Histoire du chevalier Des Grieux et de Manon Lescaut (il est prieur de Saint-Georges de Gesnes de 1754 à 1763, date de sa mort).
Autre bénéficiaire notable : Jean-François de Marescot, seigneur de Thoiry (Yvelines), tonsure en 1657 et prieur de 1686 à 1707.
Dernier prieur : César de Couasnon de la Barillère(1777).
Le prieuré fut vendu comme bien national le 15 mars 1791.
Cette propriété privée est en cours de restauration et le domaine s'étend sur 27 hectares ; elle figure à l'Inventaire général des Pays de la Loire (1986).

### Église paroissiale Saint-Georges
Trois vitraux du maître verrier chartrain Charles Lorin sont répertoriés dans l'inventaire général du patrimoine culturel : saint George, saint Jean-Baptiste et saint Julien du Mans.

L'église Saint-Georges
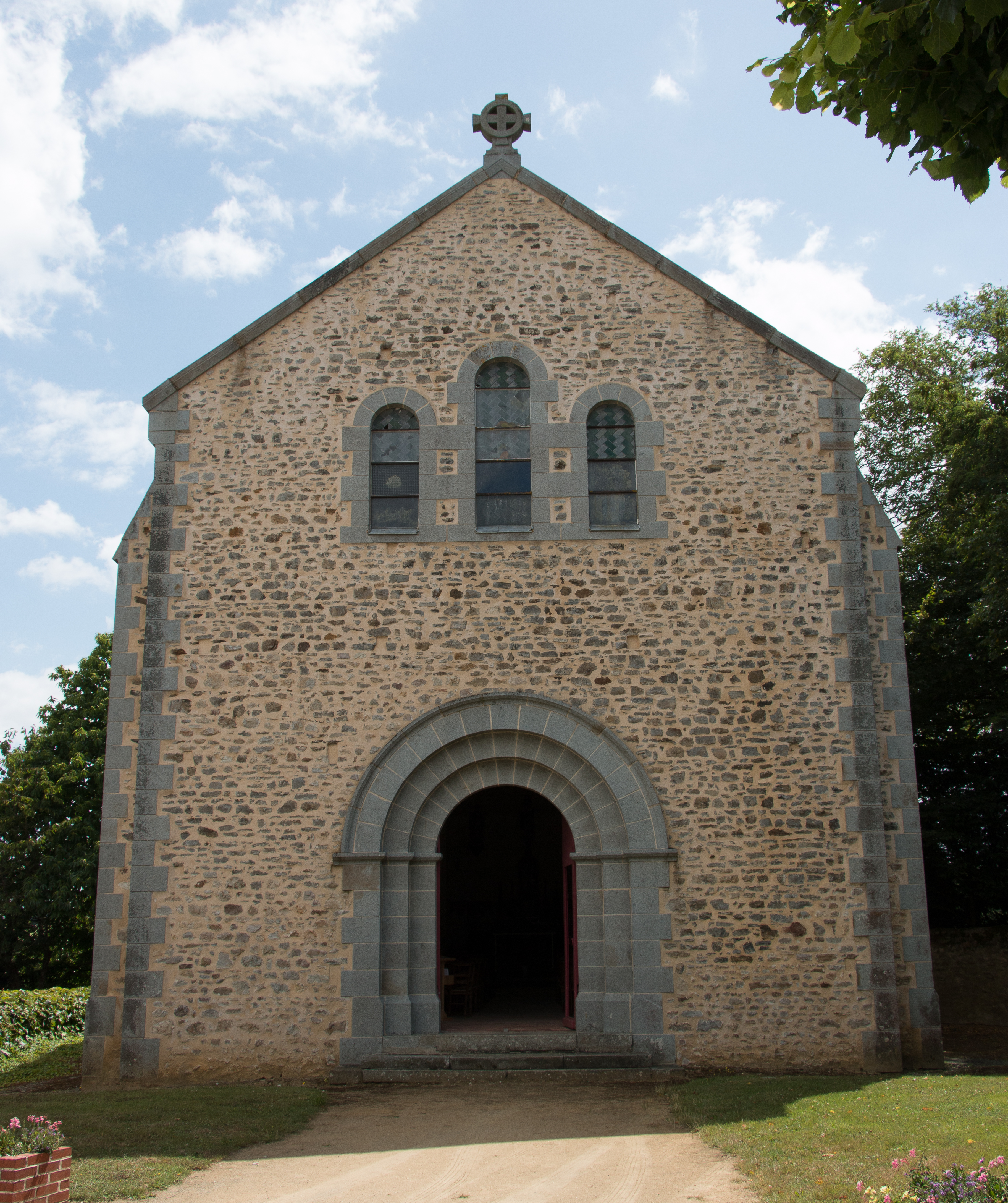
Église Saint-Georges de Gesnes
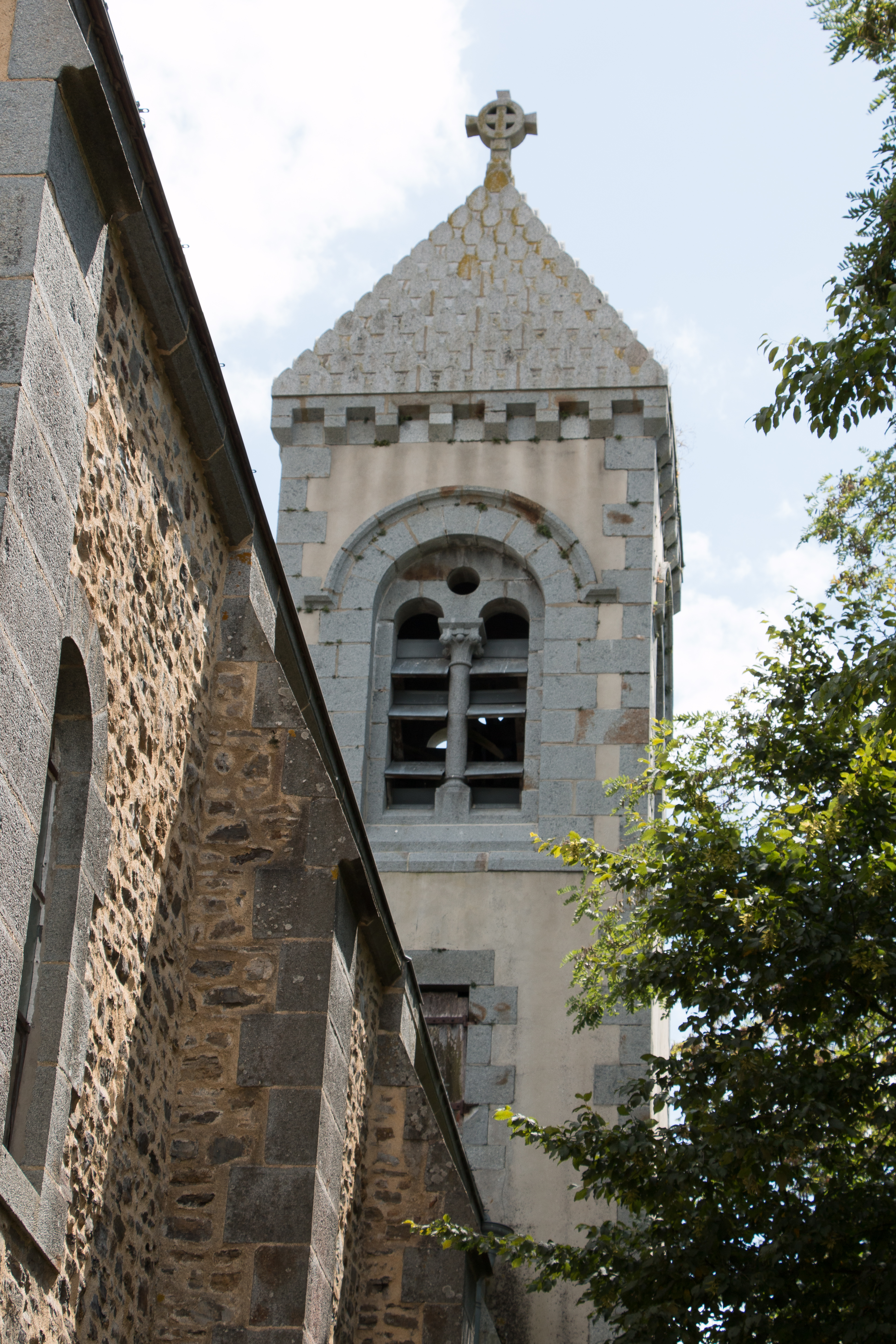
Clocher de l'église
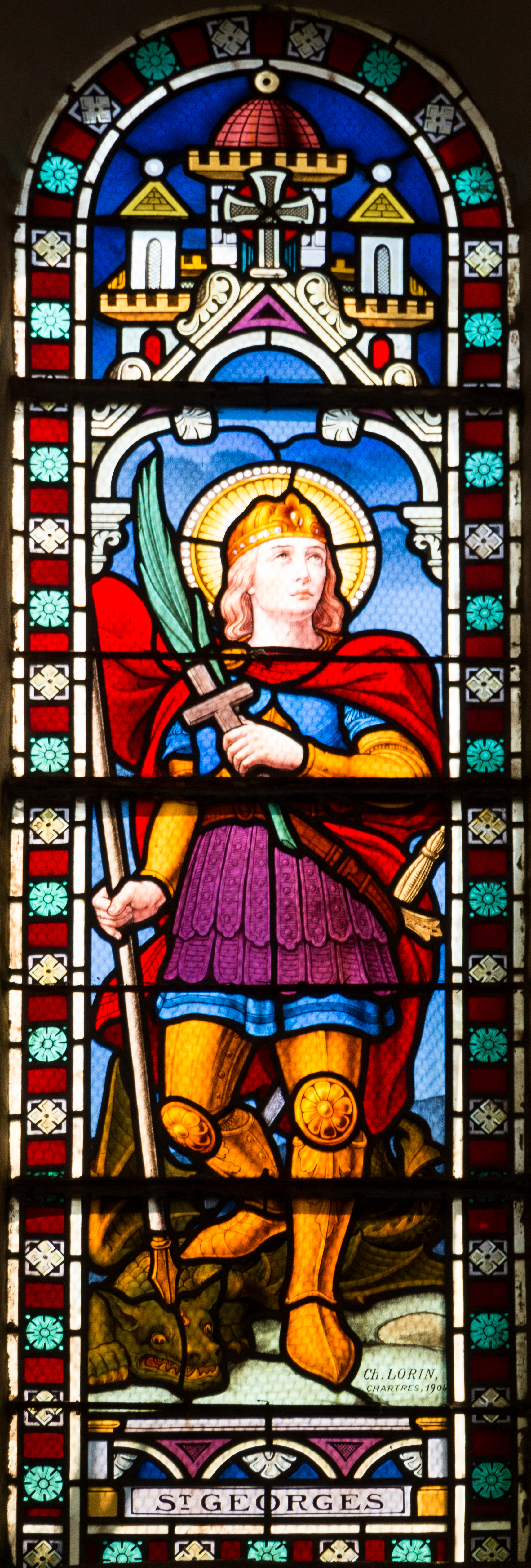
Vitrail de saint Georges, signé "Ch. Lorin, Chartres, 1904".
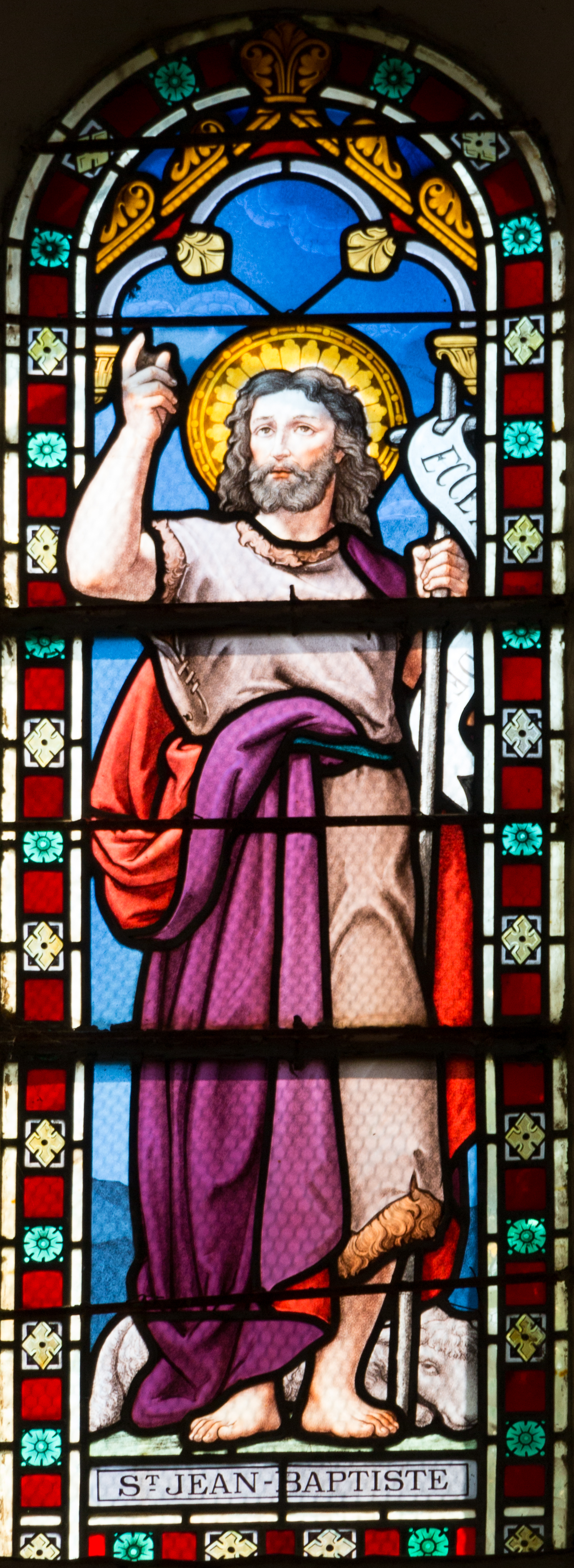
Vitrail de saint Jean-Baptiste.
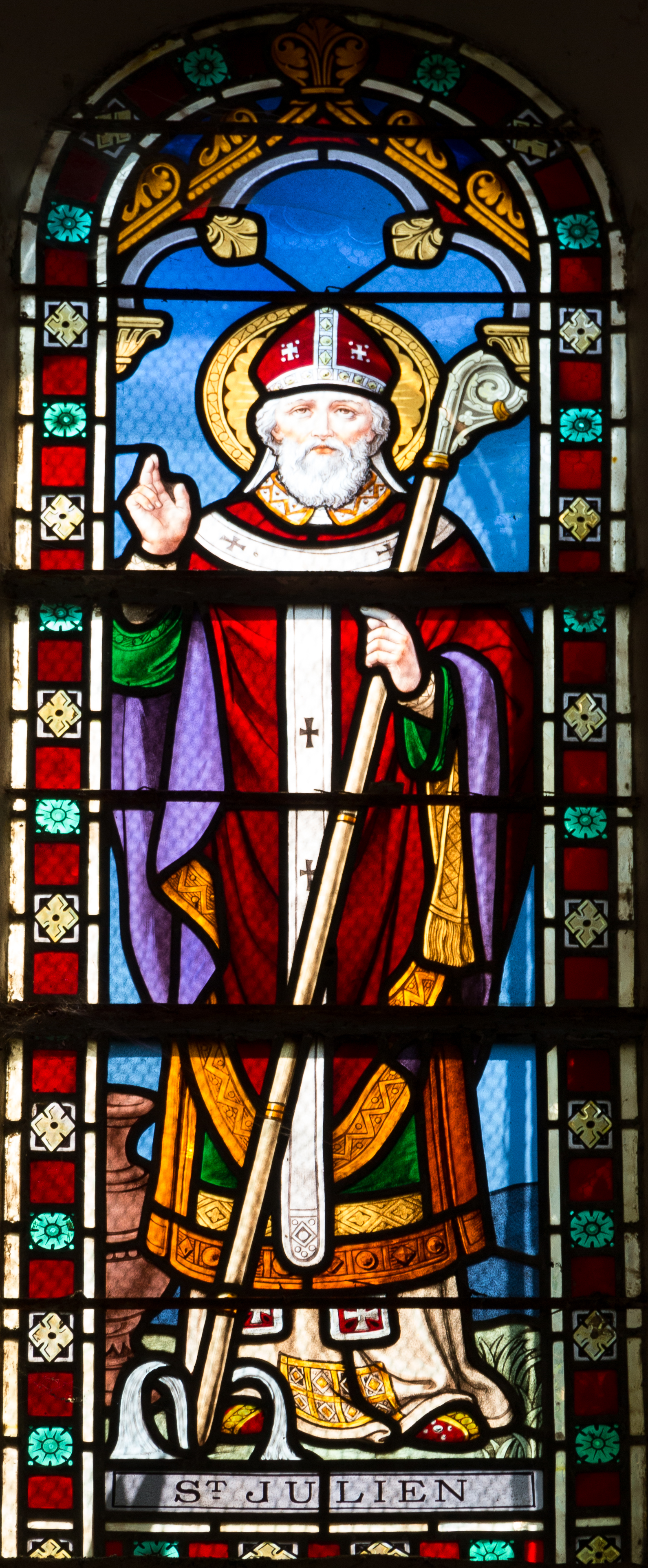
Vitrail de saint Julien.